# Scénovision de Bénévent-l'Abbaye
Le Scénovision de Bénévent-l'Abbaye est un musée, présentant des scènes de vie de la fin du XIXe siècle dans la commune de Bénévent-l'Abbaye située dans le département de la Creuse et la région Nouvelle-Aquitaine.
La scénographie du musée s'organise à travers « un jeu d'images et de décors, de sons et de parfums » .
Le Scénovision a vu son cent millième visiteur en 2012

## Attractions jusqu'en 2011
Le musée d'une superficie de 1000 m² a accueilli en 2006 18 839 visiteurs. Il est ainsi le deuxième site le plus visité en Creuse après celui du parc animalier des Monts de Guéret dans la Forêt de Chabrières.
Le musée présente un spectacle intitulé « Marion et la Bénéventine » dans six salles dont une en vision 3D. Les spectateurs sont plongés au cœur d'un décor de théâtre reproduisant des scènes de la vie de Marie-Léontine Peillareau, dite Marion (voix de Marianne Basler) une Creusoise de Bénévent entre 1879 et 1914.
- Salle 1 : La Campagne
- Salle 2 : Le Café creusois. La scène se passe dans un café un jour de foire. Un ancien maçon de la Creuse y conte ses quarante ans d'exil.
- Salle 3 : La Salle des Mariages
- Salle 4 : La Salle du Conseil
- Salle 5 : Le Laboratoire
- Salle 6 : La Distillerie

## Le musée en 2012
Nouvelles attractions proposées:
- Le chef-d’œuvre du pèlerin : voyage de 30 minutes sur le Chemin de Compostelle, du Compagnonnage et de l'Abbaye.
- Marion et la Bénéventine : durée 1h00

Un parc paysager a été créé avec un jeu de l'oie géant et d'autres activités ludiques.